# Kapušany
Kapušany és un poble i municipi d'Eslovàquia. Es troba a la regió de Prešov, al nord del país.

## Història
La primera referència escrita de la vila data del 1248.

## Demografia
| Godina             | 1994 | 2004   | 2014   | 2024   |
| ------------------ | ---- | ------ | ------ | ------ |
| Nombre de persones | 1902 | 2090   | 2176   | 2156   |
| Diferència         |      | +9,88% | +4,11% | −0,91% |

| Godina             | 2023 | 2024   |
| ------------------ | ---- | ------ |
| Nombre de persones | 2147 | 2156   |
| Diferència         |      | +0,41% |